# Curbigny
Curbigny est une commune française située dans le département de Saône-et-Loire, en région Bourgogne-Franche-Comté. Les habitants sont les Curbignois et les Curbignoises.

## Géographie
Curbigny fait partie du Brionnais.

### Climat
Pour des articles plus généraux, voir Climat de la Bourgogne-Franche-Comté et Climat de Saône-et-Loire.
En 2010, le climat de la commune est de type climat océanique dégradé des plaines du Centre et du Nord, selon une étude du Centre national de la recherche scientifique s'appuyant sur une série de données couvrant la période 1971-2000. En 2020, Météo-France publie une typologie des climats de la France métropolitaine dans laquelle la commune est exposée à un climat de montagne ou de marges de montagne et est dans la région climatique Centre et contreforts nord du Massif Central, caractérisée par un air sec en été et un bon ensoleillement.
Pour la période 1971-2000, la température annuelle moyenne est de 10,4 °C, avec une amplitude thermique annuelle de 16,6 °C. Le cumul annuel moyen de précipitations est de 926 mm, avec 12,1 jours de précipitations en janvier et 8 jours en juillet. Pour la période 1991-2020, la température moyenne annuelle observée sur la station météorologique de Météo-France la plus proche, « Briant », sur la commune de Briant à 12 km à vol d'oiseau, est de 11,7 °C et le cumul annuel moyen de précipitations est de 930,7 mm. 
La température maximale relevée sur cette station est de 40 °C, atteinte le 12 août 2003 ; la température minimale est de −14,7 °C, atteinte le 31 décembre 1996,,.
Les paramètres climatiques de la commune ont été estimés pour le milieu du siècle (2041-2070) selon différents scénarios d'émission de gaz à effet de serre à partir des nouvelles projections climatiques de référence DRIAS-2020. Ils sont consultables sur un site dédié publié par Météo-France en novembre 2022.

## Urbanisme

### Typologie
Au 1er janvier 2024, Curbigny est catégorisée commune rurale à habitat très dispersé, selon la nouvelle grille communale de densité à sept niveaux définie par l'Insee en 2022.
Elle est située hors unité urbaine et hors attraction des villes,.

### Occupation des sols
L'occupation des sols de la commune, telle qu'elle ressort de la base de données européenne d’occupation biophysique des sols Corine Land Cover (CLC), est marquée par l'importance des territoires agricoles (77 % en 2018), en diminution par rapport à 1990 (78 %). La répartition détaillée en 2018 est la suivante : prairies (64,2 %), forêts (20,3 %), zones agricoles hétérogènes (12,9 %), eaux continentales (2,6 %). L'évolution de l’occupation des sols de la commune et de ses infrastructures peut être observée sur les différentes représentations cartographiques du territoire : la carte de Cassini (XVIIIe siècle), la carte d'état-major (1820-1866) et les cartes ou photos aériennes de l'IGN pour la période actuelle (1950 à aujourd'hui).

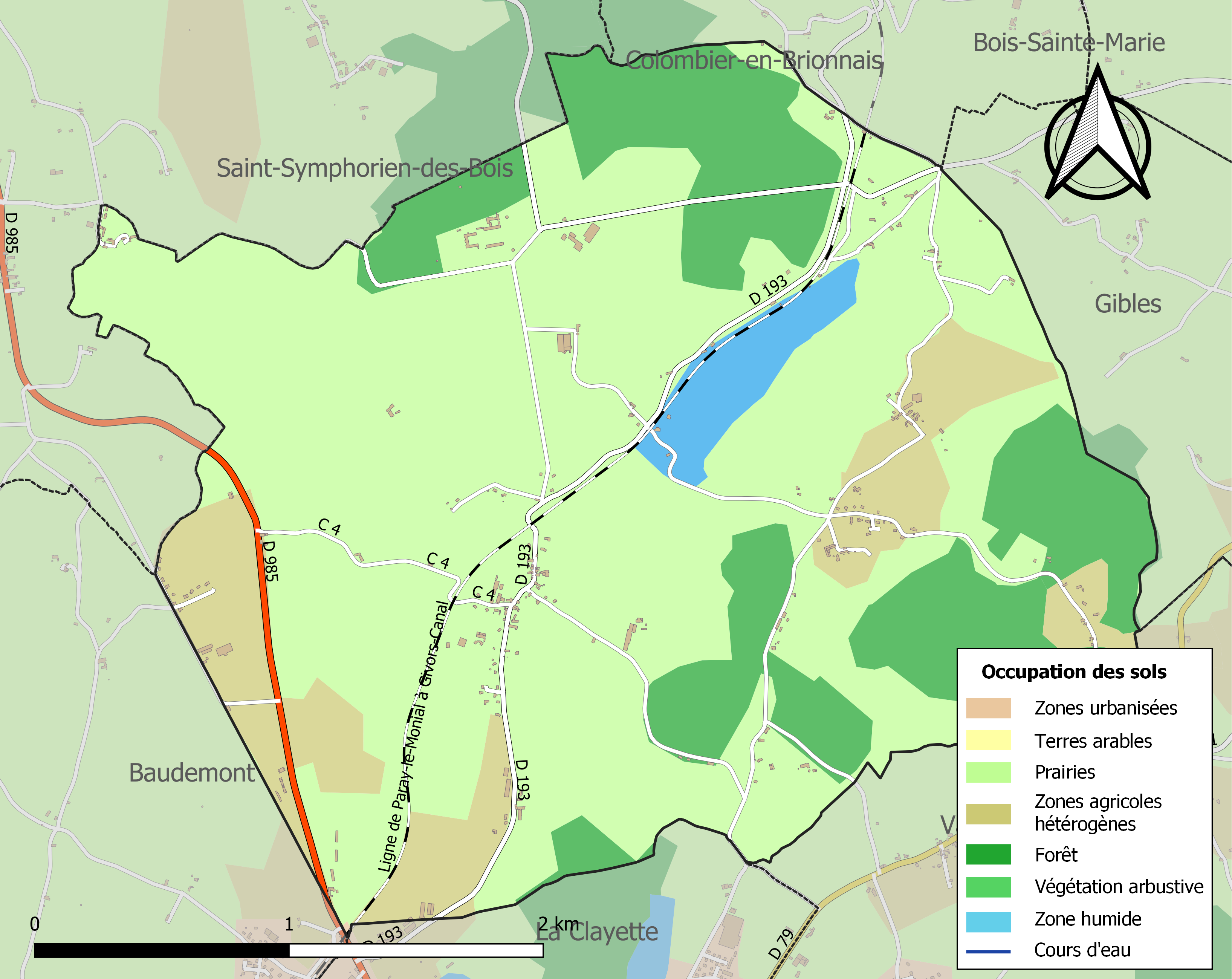
Carte des infrastructures et de l'occupation des sols de la commune en 2018 (CLC).

## Toponymie
Ancien « Curbiniacum ».

## Histoire
Patronage de l'abbé de Cluny.
Marquisat en 1767. Par lettres patentes de mars 1767, sa Majesté Louis XV avait créé, érigé et élevé les terres et seigneuries de la Bazolle, Baudemont, Vareilles et partie de Curbigny en titre de marquisat de Drée en faveur d' Étienne, comte de Drée.
Par arrêt du 14 avril 1767, le Parlement de Paris avait ordonné de s’informer sur la commodité ou incommodité de cette érection en marquisat avant d’autoriser l’enregistrement desdites lettres patentes.
Étienne de Drée convoqua alors les habitants et les notables de Curbigny pour recueillir leur avis, qui fut unanimement favorable (procès verbal établi le 31 mai 1767 par Me de Chagnie, notaire à la Clayette). Les lettres furent enregistrées le 1er septembre suivant.

## Politique et administration
| Période                                  | Période   | Identité                | Étiquette | Qualité |
| ---------------------------------------- | --------- | ----------------------- | --------- | ------- |
| 1863                                     | 1871      | Claude Delangle         |           |         |
| 1871                                     | ?         | Antoine Camille Clayeux |           |         |
| 1912                                     | ?         | Jean Antoine Dury       |           |         |
| mars 2001                                | mars 2014 | André Delangle          |           |         |
| mars 2014                                | en cours  | Bertrand Collaudin      |           |         |
| Les données manquantes sont à compléter. |           |                         |           |         |

## Démographie
L'évolution du nombre d'habitants est connue à travers les recensements de la population effectués dans la commune depuis 1793. Pour les communes de moins de 10 000 habitants, une enquête de recensement portant sur toute la population est réalisée tous les cinq ans, les populations de référence des années intermédiaires étant quant à elles estimées par interpolation ou extrapolation. Pour la commune, le premier recensement exhaustif entrant dans le cadre du nouveau dispositif a été réalisé en 2005.

En 2022, la commune comptait 306 habitants, en évolution de −3,47 % par rapport à 2016 (Saône-et-Loire : −1,06 %, France hors Mayotte : +2,11 %).
| 1793 | 1800 | 1806 | 1821 | 1831 | 1836 | 1841 | 1846 | 1851 |
| ---- | ---- | ---- | ---- | ---- | ---- | ---- | ---- | ---- |
| 360  | 359  | 346  | 397  | 408  | 452  | 435  | 459  | 442  |

| 1856 | 1861 | 1866 | 1872 | 1876 | 1881 | 1886 | 1891 | 1896 |
| ---- | ---- | ---- | ---- | ---- | ---- | ---- | ---- | ---- |
| 435  | 443  | 450  | 404  | 354  | 393  | 385  | 365  | 355  |

| 1901 | 1906 | 1911 | 1921 | 1926 | 1931 | 1936 | 1946 | 1954 |
| ---- | ---- | ---- | ---- | ---- | ---- | ---- | ---- | ---- |
| 340  | 324  | 322  | 274  | 286  | 278  | 242  | 278  | 257  |

| 1962 | 1968 | 1975 | 1982 | 1990 | 1999 | 2005 | 2006 | 2010 |
| ---- | ---- | ---- | ---- | ---- | ---- | ---- | ---- | ---- |
| 260  | 256  | 301  | 323  | 339  | 313  | 309  | 309  | 315  |

| 2015 | 2020 | 2022 | - | - | - | - | - | - |
| ---- | ---- | ---- | - | - | - | - | - | - |
| 315  | 306  | 306  | - | - | - | - | - | - |

## Culture locale et patrimoine

### Lieux et monuments
À Curbigny
- Château de Drée  Inscrit MH partiellement[18], XVIIe siècle ;
- Église Saint-Pierre-ès-Liens, édifice du XIIe siècle remanié au XIXe après réfection de la nef et ajout de chapelles latérales[19].

Aux alentours
- Le Lab 71 à Dompierre-les-Ormes ;
- L'Arboretum de Pézanin à Dompierre-les-Ormes.

### Personnalités liées à la commune
- Jean-Justin de Vaivre, dit Jean-Devaivre (1912-2004) repose au cimetière de Curbigny, ville dans laquelle il séjourna pendant la guerre et après sa retraite du cinéma dans les années 1960.
- S.A.S Eléonore de Croÿ, princesse de Croÿ et de Solre : elle naquit à Heverlé, près de Louvain, en Belgique, le 19 septembre 1897, mourut en octobre 1990, et est inhumée au cimetière de Curbigny. Elle épousa à Paris, le 24 avril 1925, le comte Guy de La Rochefoucauld (né à Paris le 14 mai 1894), fils du comte Guy de La Rochefoucauld, et de Marie de Rochechouart de Mortemart. Pendant la guerre, il fut interprète à l'état-major britannique. Au cours des combats, il fut grièvement blessé à quatre reprises.

## Galerie photos

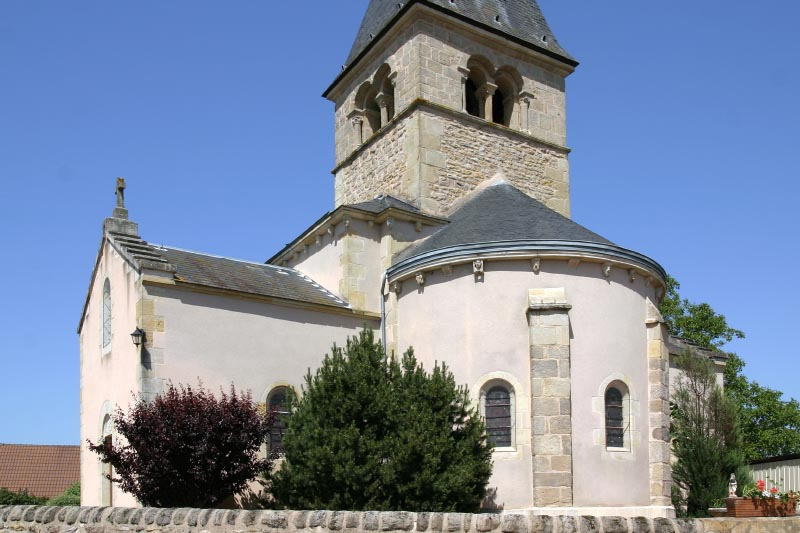
Église : chevet.
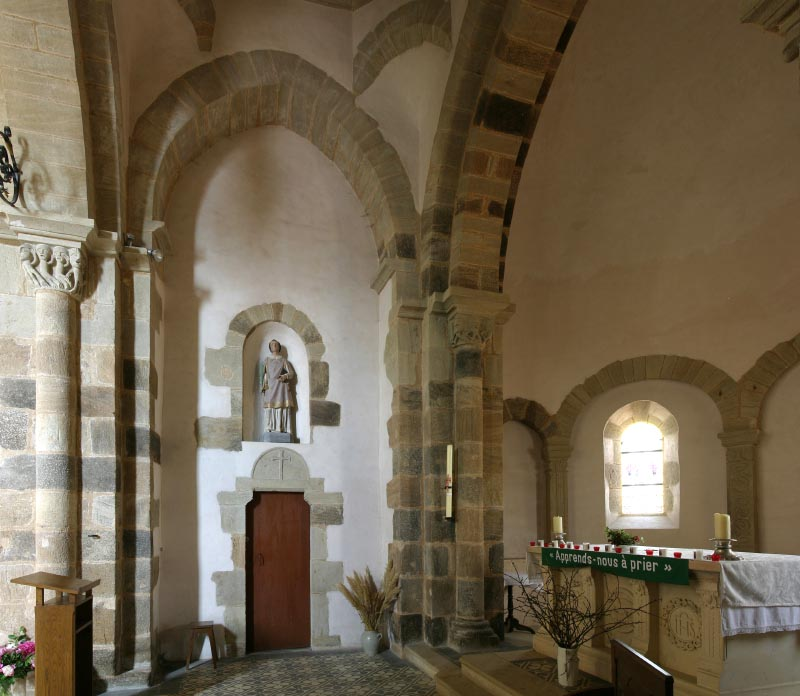
Église : chœur.
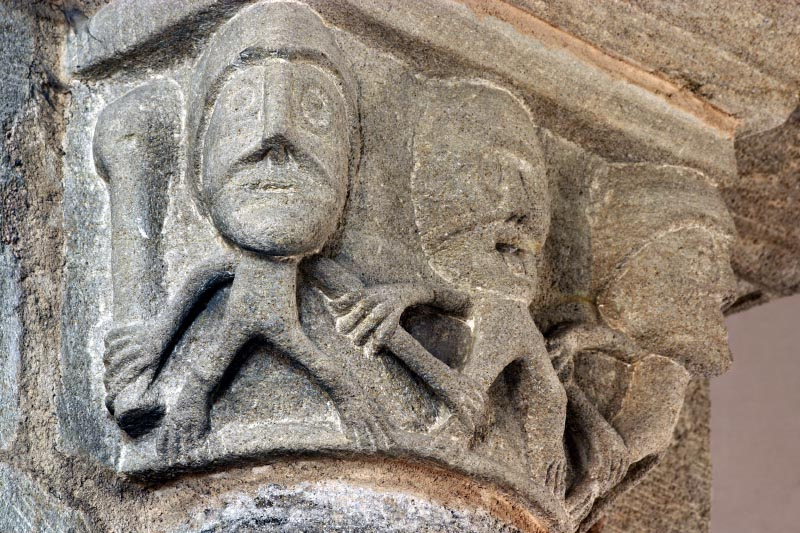
Église : chapiteau.

## Pour approfondir